# Bammens

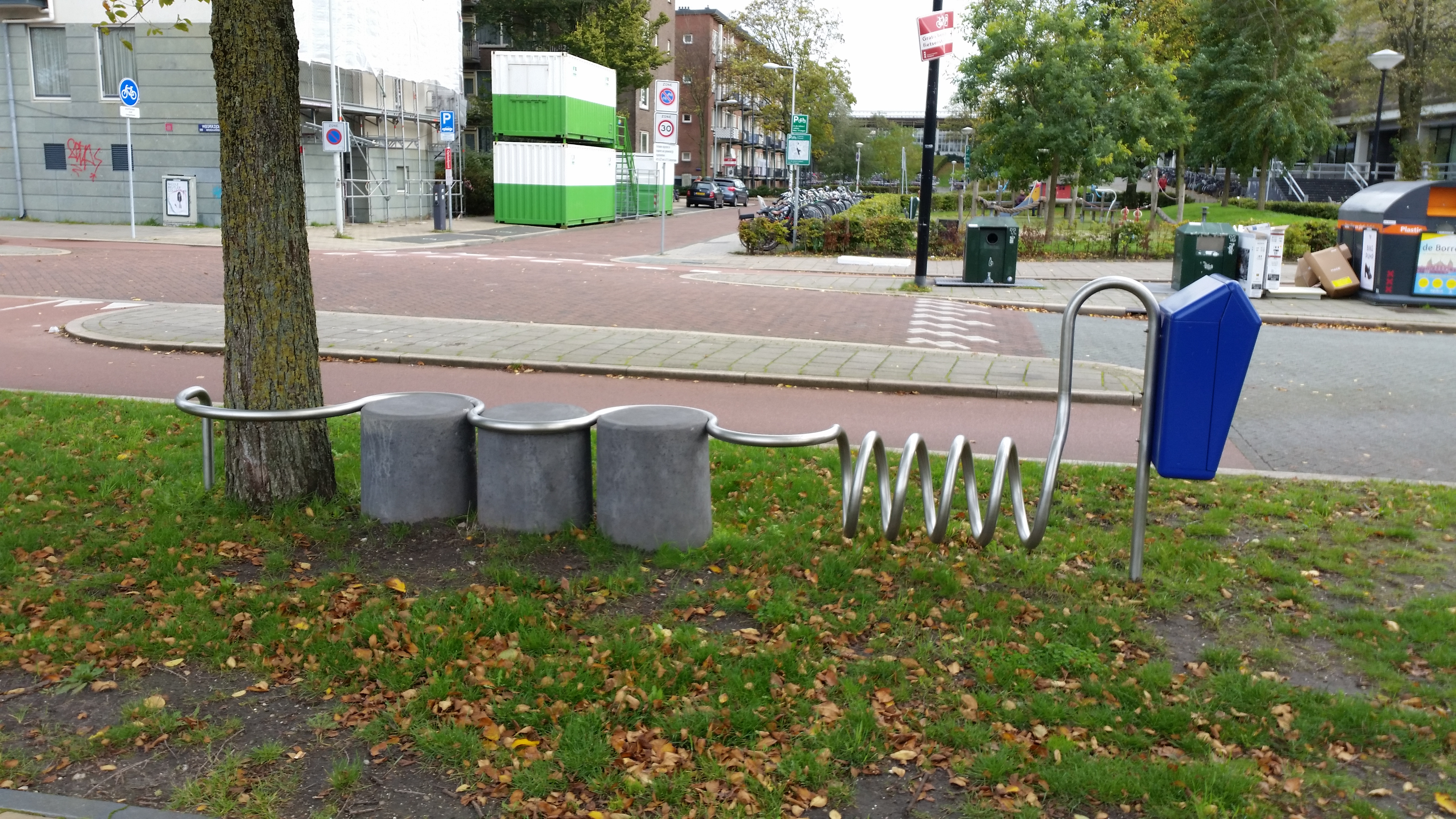
Een combinatie tussen zitbank en afvalbak van Bammens aan de Weesperzijde (oktober 2019)

Koninklijke Bammens B.V. is een Nederlands bedrijf dat middelen produceert om afval in te zamelen.

## Geschiedenis
Het bedrijf werd opgericht in 1850 door Piet Bammens, een smid in Geertruidenberg. Piet Bammens en zijn zonen, Chiel en Janus, bouwden de smederij uit tot een productiebedrijf voor stalen producten. In 1890 introduceerden zij het verzinkproces in Nederland. Door deze behandeling bleven ijzeren producten veel langer roestbestendig, waardoor nieuwe toepassingen mogelijk werden. Op 1 april 1917 verkochten de zonen Bammens het bedrijf aan de heren Land en Kuijk, die de fabriek in 1920 verhuisden naar Maarssen, waar het nog steeds gevestigd is.
In 1929 introduceerde Bammens de verzinkte vuilnisemmer. Deze vuilnisemmer was het eerste gestandaardiseerde inzamelmiddel en betekende een stap voorwaarts op het gebied van hygiëne en handelbaarheid. De vuilnisemmer met hengsel en deksel, waarin in een nummer en de naamplaats, was meer dan veertig jaar lang het meest gebruikte inzamelmiddel in Nederland. Bammens is in de loop der jaren gespecialiseerd in bakken voor afvalinzameling. In de jaren zestig van de 20e eeuw werd de stalen rolcontainer geïntroduceerd. In de jaren tachtig gevolgd door de afvalbak voor de openbare ruimte. In de jaren negentig kwam de ondergrondse afvalcollector in productie.
Bammens heeft tussen 1980 en 2020 400.000 afvalbakken geproduceerd van het type Capitole.
Sinds 2018 valt Koninklijke Bammens B.V. onder VConsyst B.V. Bij deze overname is de fabriek in Maarssen blijven bestaan en worden nog steeds dezelfde producten verkocht, waaronder de vertrouwde Bammens Capitole.

## Faillissement
In december 2024 vroeg Bammens faillissement aan omdat het niet langer lukte financieel economisch rendabel te blijven. Bij een doorstart onder hetzelfde moederbedrijf VConsyst moet circa 75 procent van het personeel vertrekken, zo meldde RTV Utrecht.
Uit onderzoek van RTV Utrecht blijkt dat VConsyst de waarde van het bedrijf opzettelijk verminderde in aanloop naar het faillissement door licentierechten van onder andere de Capitole over te hevelen naar het moederbedrijf. Ook blijkt uit onderzoek van RTV Utrecht dat VConsyst kampt met problemen. Een intern advies van PA Consultancy wees uit dat VConsyst een "onvolwassen bedrijfsvoering" heeft en niet wendbaar en weerbaar is. Betrokkenen benadrukken dat VConsyst geen idee had van de markt en geen enkel plan had na de overname van Bammens. Er was een grote doorloop binnen het management, met zeven vestigingsmanagers in korte tijd.
In 2021 werden de winstgevende sales- en serviceafdelingen weggehaald uit Maarssen en overgebracht naar VConsyst in Genemuiden. Hierdoor werd de winst niet meer in Maarssen gemaakt. Na het faillissement kocht VConsyst de fabriek terug voor circa 4,2 miljoen euro. Slechts een klein deel van de werknemers kreeg een nieuw contract aangeboden. Vakbonden en hoogleraren faillissementsrecht uitten kritiek op deze gang van zaken.